# Anaf I.
Anaf I. je bio perzijski plemić i satrap Kapadocije u službi Perzijskog Carstva.

## Etimologija
Anaf je perzijsko muško ime koje se u povijesnim dokumentima spominje isključivo u grčkim inačicama Anaphas, Anaphes ili Onophas. Prema svemu sudeći, navedene inačice vuku korijene iz staroperzijske riječi Vanafarnah što znači „onaj koji posjeduje božanski sjaj i slavu“.

## Život
Prema Kteziju i Diodoru, Anaf je bio jedan od sedmorice urotnika koji su pod vodstvom Darija I. Velikog svrgnuli uzurpatora Gaumatu (koji se predstavljao kao Kambizov brat Smerdis), dok ga Herodot poistovjećuje s Otanom. Pretpostavlja se kako ga je povjesničar Diodor povezao s Kirom Velikim i ahemenidskom dinastijom nazvavši ga sinom Arijaramna. Zbog njegove velike hrabrosti Darije Veliki imenovao je Anafa satrapom Kapadocije (drevne pokrajine u današnjoj središnjoj Turskoj), koja je bila oslobođena plaćanja poreza. Anaf je bio otac od Amestris koja se udala za Darijevog sina i prijestolonasljednika Kserksa, te Anafa II. koji ga je naslijedio na mjestu kapadocijskog satrapa i zapovijedao perzijskom mornaricom u bitci kod Salamine.

## Poveznice
- Otan
- Anaf II.
- Kapadocija

| Prethodnik: | Satrap Kapadocije | Nasljednik: |
| Arijaramn   | Satrap Kapadocije | Anaf II.    |

## Vanjske poveznice
- Anaf (Anaphas), enciklopedija Iranica, R. Schmitt  Arhivirana inačica izvorne stranice od 15. listopada 2007. (Wayback Machine)
- Anaf (Anaphas), AncientLibrary.com  Arhivirana inačica izvorne stranice od 13. prosinca 2010. (Wayback Machine)